# Astropectinides callistus
Astropectinides callistus är en sjöstjärneart som först beskrevs av Fisher 1906.  Astropectinides callistus ingår i släktet Astropectinides och familjen kamsjöstjärnor. Inga underarter finns listade i Catalogue of Life.